# Simulium rebunense
Simulium rebunense är en tvåvingeart som först beskrevs av Ono 1979.  Simulium rebunense ingår i släktet Simulium och familjen knott. Inga underarter finns listade i Catalogue of Life.